# Vladimír Ráž
Vladimír Ráž (ur. 1 lipca 1923 w Nejdek, zm. 4 lipca 2000 w Pradze) – czeski aktor. W latach 1947–2000
zagrał w ponad 60 filmach i serialach telewizyjnych.

## Filmografia
- 1951: Błysk przed świtem
- 1952: Dumna królewna
- 1955: Był sobie król
- 1955: Psiogłowcy
- 1955: Wakacje z aniołem
- 1956: Jan Žižka
- 1956: Srebrny wiatr
- 1957: Przeciw wszystkim
- 1957: Przystanek na peryferiach
- 1960: Ukryte skarby
- 1974: Sokołowo

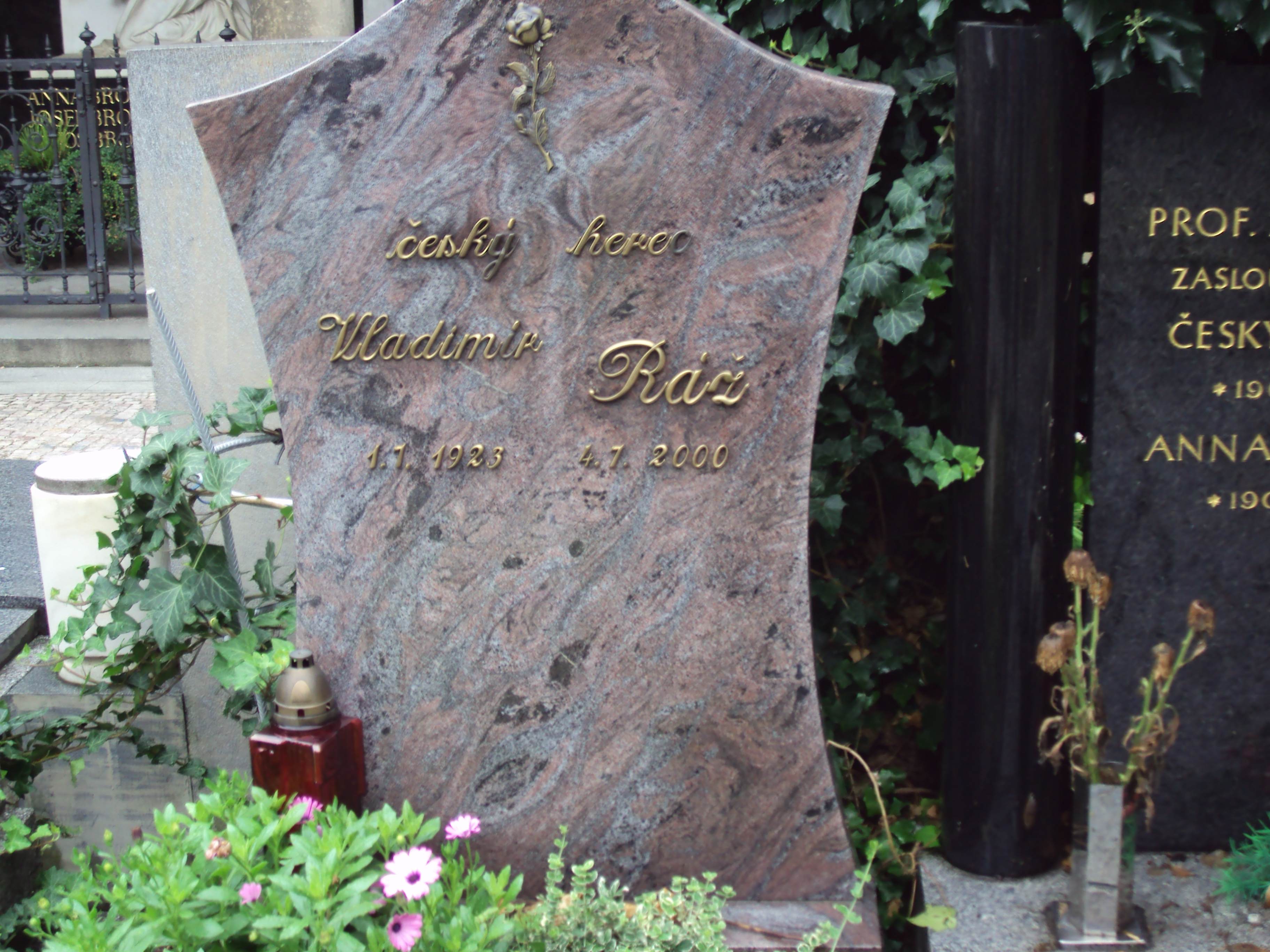
Vladimír Ráž

- 1975: Trzydzieści przypadków majora Zemana